# Slay Tracks (1933-1969)
Slay Tracks (1933-1969) è l'EP di debutto del gruppo indie rock americano Pavement. Le canzoni di questo disco saranno disponibili in seguito nella compilation Westing (by Musket and Sextant) pubblicata dall'etichetta discografica Drag City.

## Tracce
1. You're Killing Me – 3:20
2. Box Elder – 2:27
3. Maybe Maybe – 2:15
4. She Believes – 3:02
5. Price Yeah! – 3:00